# Eustache le Moine
Eustache le Moine, eigentlich Eustache Buskes, auch Eustache de Boulogne, Witasse le Moine, Eustace the Monk und Der Schwarze Mönch, (* um 1170 in Courset bei Boulogne-sur-Mer (heute im Département Pas-de-Calais); † 24. August 1217, vor Sandwich, Kent) war ein nordfranzösischer Pirat und Söldner. Sein Leben wurde in einem im 13. Jahrhundert verfassten Roman beschrieben.

## Leben
Eustache wurde in der Nähe von Boulogne in eine adlige Familie geboren. Gemäß dem Roman begab er sich in jungen Jahren nach Toledo, wo er Schwarze Magie studierte. Nach seiner Rückkehr trat er ins Benediktinerkloster St. Wulmer in Samer bei Calais ein. Als sein Vater Baudoin Buskes vermutlich zu Beginn der 1190er Jahre in einer Fehde ums Leben kam, verließ Eustache das Kloster, um ihn zu rächen und um sein Erbe anzutreten. Anfang des 13. Jahrhunderts diente Eustache als Seneschall von Rainald I. von Dammartin, dem Grafen von Boulogne. Um 1204 zerstritt er sich mit dem Grafen und wurde darauf wegen rücksichtslosen Vorgehens von seinem Amt abgesetzt und seiner Besitztümer beraubt. Eustache musste fliehen und schwor, sich wegen der erlittenen Ungerechtigkeiten an Rainald zu rächen. Als Geächteter versteckte er sich in den Wäldern bei Boulogne und führte ein Leben als Bandit.

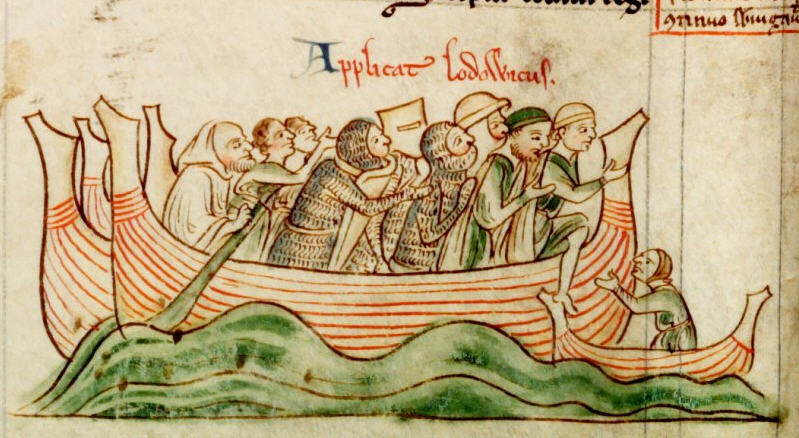
Ankunft Ludwig von Frankreich in England 1216 (Chronica Majora des Matthäus Paris, 1200–1259)

Ab 1205 sind die wichtigsten Daten seiner Karriere auch durch englische Quellen dokumentiert. Er ließ sich in diesem Jahr auf der Kanalinsel Sark nieder, von wo aus er Schiffen im Ärmelkanal auflauerte. Ab 1205 war er zeitweilig Freibeuter im Dienst des englischen Königs Johann Ohneland, der sich im Krieg mit Frankreich befand, doch die meisten Schiffe kaperte er auf eigene Rechnung. Er wurde ein gefürchteter Pirat, der bereits um 1205 über eine Flotte von 30 Schiffen verfügte. Dank seiner gewagten Manöver und der Einführung von erhöhten Kampfplattformen war er anderen Schiffen häufig überlegen, sodass er mit seiner Streitmacht den Ärmelkanal kontrollieren konnte.
1212 wechselte er jedoch die Seiten, als sich im Krieg gegen Frankreich Graf Rainald von Boulogne mit König Johann verbündete. Eustache trat konsequenterweise in den Dienst des französischen Königs Philipp II. Im Mai 1216 befehligte er die Flotte, mit der der französische Kronprinz Ludwig VIII. während des Ersten Kriegs der Barone in England landete. Im August 1217 befand sich Eustache mit dringend benötigten Verstärkungen für Prinz Ludwig wieder auf den Weg nach England. Vor der Küste von Kent trafen die Franzosen auf eine englische Flotte unter dem Justitiar Hubert de Burgh und wurden ausmanövriert. In der folgenden Seeschlacht vor Sandwich wurde Eustaches Flaggschiff schließlich von den Engländern umzingelt und geentert. Eustache versteckte sich in der Bilge, wurde jedoch bald entdeckt und an Deck gebracht. Er bot eine enorme Summe für seine Freilassung, doch als Pirat war er mittlerweile bei den Seeleuten der Cinque Ports so verhasst, dass sie ihm nur die Wahl zwischen Enthauptung auf der Reling des Schiffes oder auf der Seite des Trebuchets, der als Fracht auf dem Deck des Schiffes lag, ließen. Welchen Richtblock Eustache schließlich wählte, ist nicht überliefert. Sein Kopf wurde danach auf einer Lanze aufgespießt und zur Abschreckung an verschiedenen Orten Englands zur Schau gestellt. Im Frieden von Lambeth, den der geschlagene Prinz Ludwig im folgenden Monat schließen musste, sicherte dieser zu, dass Eustaches Brüder die Kanalinseln räumen würden.

## Nachwirkung

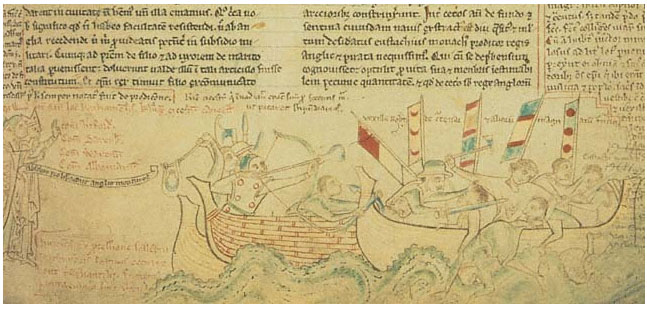
Eustache le Moine in der Schlacht von Sandwich 1217 (Chronica Majora des Matthäus Paris, 1200–1259)

Im Französisch-Englischen Krieg von 1202 bis 1214 spielte Eustache eine bedeutende Rolle. Bekannt wurde er jedoch vor allem durch den altfranzösischen Abenteuerroman Witasse le Moine, der zwischen 1223 und 1284 von einem unbekannten Autor aus der Picardie verfasst wurde und der in Versform die Abenteuer des Schwarzen Mönches wiedergibt. Ähnlich wie bei seinem englischen Zeitgenossen Fulk Fitzwarin behandelt der Roman jedoch vor allem sein abenteuerliches Leben als Ausgestoßener. Die kühnen Streiche, mit denen Eustache dabei den Grafen von Boulogne überlistete und demütigte, ähneln dabei den Geschichten von Fulk Fitzwarin und Robin Hood.

## Roman (moderne Editionen)
- Roman d’Eustache le moine, pirate fameux du XIIIe siècle, publié pour la première fois d’après un manuscrit de la Bibliothèque royale par Francisque Michel. Paris 1834.
- Wistasse le Moine, altfranzösischer Abenteuerroman des XIII. Jahrhunderts nach der einzigen Pariser Handschrift. Herausgegeben von Wendelin Foerster und Johann Trost. Halle 1891 (reprint 1976)
- Li romans de Witasse le Moine, roman du treizième siècle, d’après le manuscrit, fonds français 1553, de la Bibliothèque nationale, Paris. Herausgegeben von Denis Joseph Conlon. Chapel Hill 1972.
- Eustache le Moine: pirate boulonnais du XIIIe siècle. Herausgegeben und übersetzt von Édouard Mousseigne, Lille 1996.
- Le roman d’Eustache le Moine, nouvelle édition. Herausgegeben und übersetzt von A. J. Holden und J. Monfrin, Louvain 2005.
- Two Medieval Outlaws: Eustache the Monk and Fouke Fitz Waryn. Herausgegeben und übersetzt von Glyn S. Burgess, Cambridge 1997, ISBN 0-85991-438-0.
- Robin Hood and other outlaw tales. Hrsg.: Stephen Knight, Thomas Ohlgren. Kalamazoo 2000, ISBN 978-1-58044-067-7.